# Ahilova peta
Ahilova peta je izraz koji se koristi za nečiju slabu točku ili posebno ranjiv detalj, npr. "to je njegova ahilova peta" znači "to je njegova slabost."
Izraz dolazi iz grčke mitologije kada je prema legendi Ahileja, njegova majka, božica Tetida uronula u rijeku Stiks da bi postao besmrtan. Majka je dječaka držala za petu, koju tako voda nije dodirnula, i to je bio jedini dio njegovog tijela koji je bio ranjiv. 
Ahilejov protivnik Paris je tijekom Trojanskog rata, odapeo otrovnu strijelicu u Ahilejovu petu tako da je on na taj način poginuo.